# Herod (häst)
Herod, född i april 1758, död 12 maj 1780, var ett engelskt fullblod. Han var en av de tre stamfäderna till det moderna engelska fullblodet, tillsammans med Matchem och Eclipse. Herod var hingsten som var ansvarig för att hålla Byerley Turks blodslinje vid liv.

## Bakgrund
Herod föddes upp av prins Vilhelm, hertig av Cumberland. Han var efter hingsten Tartar och under Cypron (efter Blaze). Herod var en halvbror Lady Bolingbroke (mor till Tetotum, och segrare av Epsom Oaks) och ett sto (1757) efter Regulus. Herod var en brun hingst med en liten stjärna och inget vitt på benen. Han var en kraftfull häst som var särskilt bra på löp över fyra miles.

## Karriär
Herod började tävla vid fem års ålder, vilket var vanligt vid den tiden. Han tävlingsdebuterade i oktober 1763, då han segrade i ett löp över fyra miles på Newmarket. Vid sex års ålder vann han ytterligare ett löp på Newmarket, följt av ett fyramileslöp på Ascot. Då han var sju, dog hans ägare och han såldes i en spridningsförsäljning till Sir John Moore, och han återvände inte till tävlingsbanan förrän 1766, då han segrade i ett matchlöp mot Antinous på Ascot.
Under denna tiden började hans karriär att avslutas, då han förlorat två matchlöp, och sedan slutat sist i ett lopp i York, efter att ha fått lungblödning under arbete. Han startade två gånger året därpå, innan han drog sig tillbaka för att vara verksam som avelshingst.

### Som avelshingst
Herodes pensionerades från sin tävlingskarriär 1770 och stod istället som avelshingst vid Sir John Moores stuteri i Neather Hall, mot en avgift på 10 guineas, som senare höjdes till 25 guineas. Han var ledande avelshingst i Storbritannien åtta gånger, (1777–1784), innan hans son, Highflyer (1785–1796, 1798) och sonsonen Sir Peter Teazle (1799–1802 och 1804–1809) tog över. Herods blodslinje fortsätter idag i stamtavlan till 2007 års segrare av Eclipse Stakes, Notnowcato.
Herods avkommor vann 497 löp, och sprang in 201 505 pund.
Han betäckte fortfarande ston fram till sin död, vid 22 års ålder, i Netherhall (skrivet som Neather Hall i de gamla kalendrarna) den 12 maj 1780.